# Courier 1B
Courier 1B fut le premier satellite de télécommunications capable de propager les signaux terrestres,. Il fut lancé le 4 octobre 1960.
Proposé par le Signal Corps (corps des transmissions) de l'US Army en septembre 1958 pour faire suite au projet SCORE, il fut créé par le Western Development Labs (WDL) de la société Philco (en), basé à Palo Alto en Californie. Le premier satellite, le Courier 1A, fut en fait détruit lorsque sa fusée explosa 2,5 minutes après le décollage.
Il utilisait environ 19 000 cellules solaires, fut le premier satellite à emporter des batteries au nickel-cadmium, et pouvait transmettre les messages à la vitesse de 55 000 bits par seconde. Après avoir effectué sa première orbite, il transmit un message du président Eisenhower aux Nations unies.
Après 17 jours et 228 orbites, le satellite arrêta de répondre. Il fut estimé que son horloge, sur laquelle était basé son système de code d'accès, se désynchronisa, causant le refus de toute demande depuis le sol, considérée comme non autorisée.